# Hilgard Muller

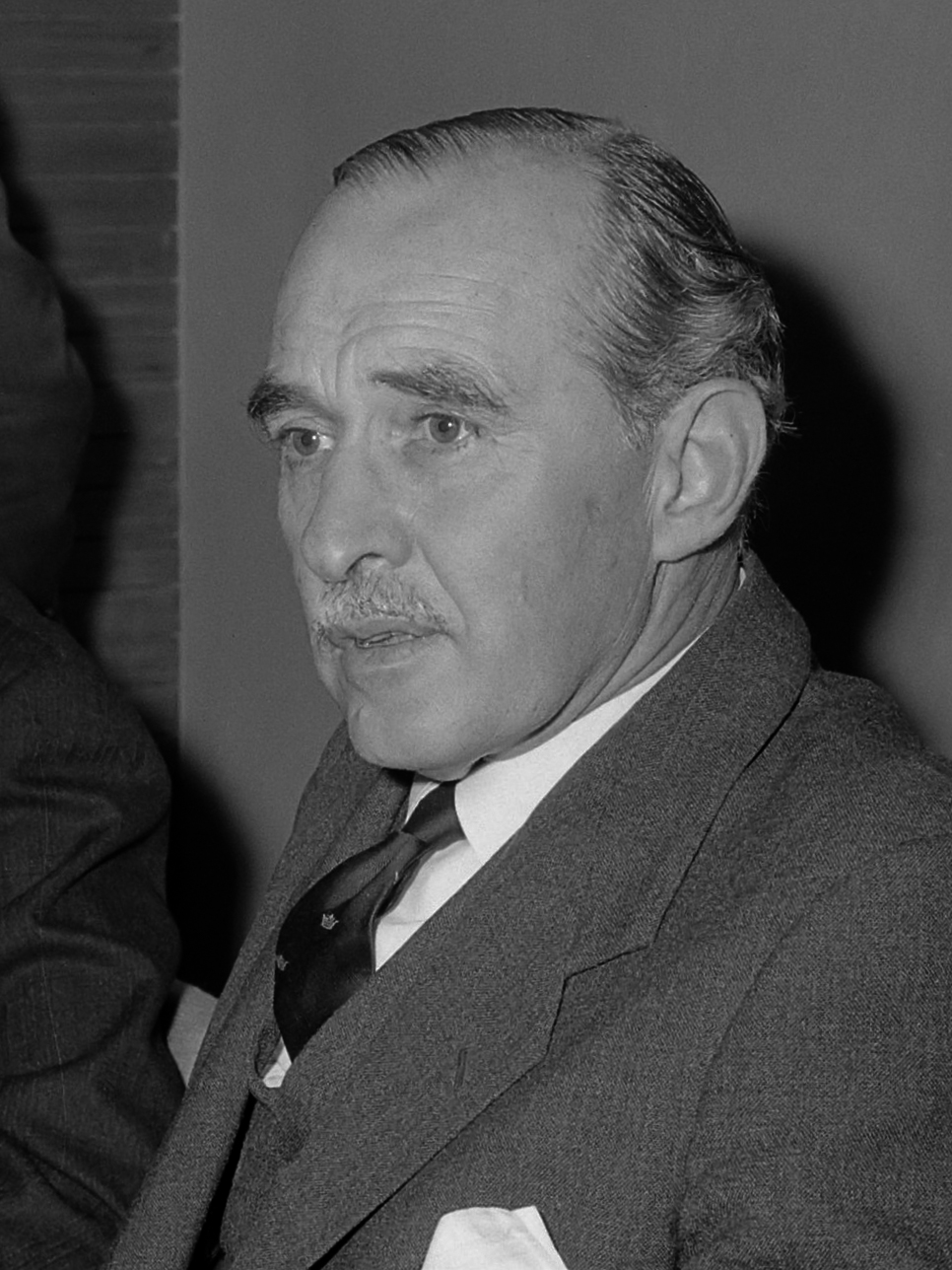
Hilgard Muller (1964)

Hilgard Muller (* 4. Mai 1914 in Potchefstroom; † 10. Juli 1985 in Pretoria) war ein südafrikanischer Politiker.
In Pretoria war er von 1951 bis 1957 Stadtrat und von 1953 bis 1955 Bürgermeister. Als Mitglied der Nasionale Party wurde Muller 1958 für den Wahlkreis Pretoria East in das südafrikanische Parlament gewählt. Er war ab 1961 als Nachfolger von Albertus Johannes Roux van Rhijn Hochkommissar und nach Südafrikas Austritt aus dem Commonwealth der Botschafter Südafrikas in London.
Von 1964 bis 1977 war er Außenminister seines Heimatlandes, ab 1972 zusätzlich Parteivorsitzender in Transvaal. Nach 1977 zog er sich aus der Politik zurück.